# Джантемир-Юрт
Джантемир-Юрт − разоренное в 1840 году царскими войсками ауховское село между реками Ямансу и Ярыксу (территория современного Новолакского района Дагестана.
Располагалось село к юго-западу от города Хасавюрт, к северо-западу от Новотухчар, к северо-востуку от Гамиях. На правом берегу реки Ямансу.